# Arroyo de Mierdanchel
El arroyo de Mierdanchel  es un curso de agua del interior de la península ibérica, afluente del Guadiela, al que contribuye sus aguas por su margen izquierda a la altura del embalse de Buendía. 
Discurre por la provincia de Cuenca, perteneciente a la comunidad autónoma de Castilla-La Mancha, en la parte central de España. Atraviesa las localidades de Cañaveras, Canalejas del Arroyo y Castejón.
Recibe aguas mediante numerosas acequias empleadas para el drenaje de los campos de cultivo adyacentes, así como de otros arroyos menores como el Prado Quemado, La Golosa, el Tolmo, el Obralejos, el Río Viejo y La Veguilla. En total, el número de acequias de drenaje y corrientes que desembocan alimentando al arroyo de Mierdanchel alcanzan casi el centenar.